# Gran Premio de España
El Gran Premio de España es una carrera de automovilismo válida para el Campeonato Mundial de Fórmula 1, que actualmente se disputa en el circuito de Barcelona-Cataluña, en Montmeló, España. Con anterioridad otros circuitos albergaron este Gran Premio, como el Terramar, Lasarte, Pedralbes, Jarama, Montjuic y Jerez aunque solo los últimos cuatro fueron válidos para la Fórmula 1.
Además, otros siete Grandes Premios de Fórmula 1 se han disputado en España bajo la denominación de Gran Premio de Europa: dos en Jerez en la década de los 90 (1994 y 1997) y cinco en Valencia ya en el siglo XXI (2008 a 2012).
Desde 1991 se corre en Barcelona. A partir de 2026, el Gran Premio también se disputará en el circuito urbano de Madring, cuyo trazado estará ubicado en Madrid.

## Historia
El primer Gran Premio en España se disputó en 1913 sobre un circuito de carretera de 300 km cerca de Madrid, el Circuito de Guadarrama. La prueba se denominó oficialmente como Gran Premio del RACE, su organizador, y fue ganada por Carlos de Salamanca. Oficialmente, el primer GP de España, se disputó en 1923 en el circuito de Sitges-Terramar. En 1951, el Gran Premio de España entró en el calendario de la Fórmula 1, disputándose en el Circuito de Pedralbes. En 1955, a consecuencia del desastre de las 24 Horas de Le Mans, se incluyeron nuevas reglas para la seguridad de los espectadores, con la cual el Gran Premio de España salió del calendario.
En 1960, España regresó a las competiciones internacionales después de la construcción del Circuito del Jarama en San Sebastián de los Reyes, cerca de Madrid, y la remodelación de un circuito en el Parque Monjuich, en Barcelona. El Gran Premio de España regresa al calendario de la Fórmula 1 en 1968, alternando los circuitos del Jarama y de Monjuich hasta 1976, y permaneciendo en el Jarama hasta 1981.
El Gran Premio de España de 1975 estuvo marcado por la tragedia. Durante los entrenamientos hubo incidentes que hicieron dudar sobre la seguridad del circuito de Montjuich. Emerson Fittipaldi, dos veces ganador de la carrera, se retiró de la misma en protesta después de la primera vuelta. En la vuelta 26, el vehículo de Rolf Stommelen perdió bruscamente el alerón trasero, a consecuencia de lo cual quedó sin control y salió de la pista matando a cuatro espectadores. La carrera fue detenida, se declaró ganador a Jochen Mass y se otorgó la mitad de los puntos.
En 1980, la carrera había sido programada originalmente como la séptima del mundial del calendario de ese año, sin embargo debido a un conflicto (en el marco de la (Guerra FISA-FOCA), entre los pilotos de la FOCA y el presidente de la FISA Jean-Marie Balestre hizo que la carrera fuese declarada como fuera del campeonato. La carrera corría en peligro de cancelarse, pero después se llegó un acuerdo de que la Real Automóvil Club de Cataluña, mantendría la realización de la carrera con los equipos de la FOCA, mientras que la FISA y los equipos a favor de esta (Ferrari, Renault y Alfa Romeo) abandonaban el circuito antes de la carrera.
El nuevo Circuito Permanente de Jerez permitió el retorno de la categoría a España para 1986. En esa edición, se presentó una gran batalla entre Ayrton Senna y Nigel Mansell, con un final de fotografía. Finalmente los jueces declararon vencedor a Senna con 14 milésimas de segundo de ventaja sobre Mansell.
Para la edición 1991, el Gran Premio de España se mudó al Circuito de Cataluña. Desde 1992, la carrera se celebra casi siempre a fines de abril o en mayo, la mayoría de las veces precediendo al Gran Premio de Mónaco. El Gran Premio de España fue muchas veces la segunda cita europea del certamen tras el Gran Premio de San Marino; en 2007 se convirtió en la apertura de la etapa europea. La Fórmula 3000 Internacional acompañó a la Fórmula 1 en 1994, 1995 y desde 1998 hasta 2004. La GP2 Series, que la sustituyó en 2005, ha sido telonera cada año.

## Galería

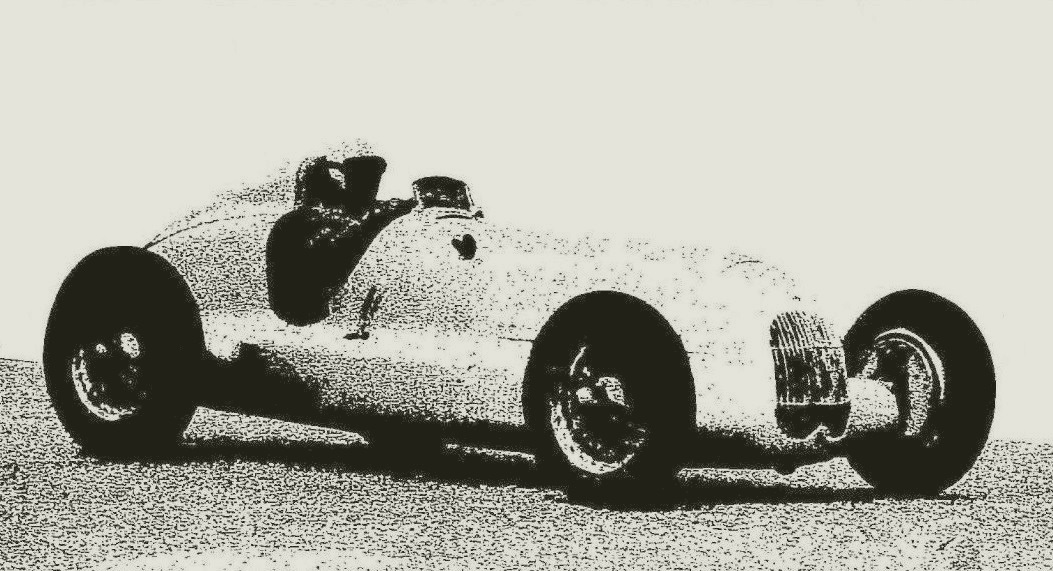
Mercedes, ganador de la edición 1934
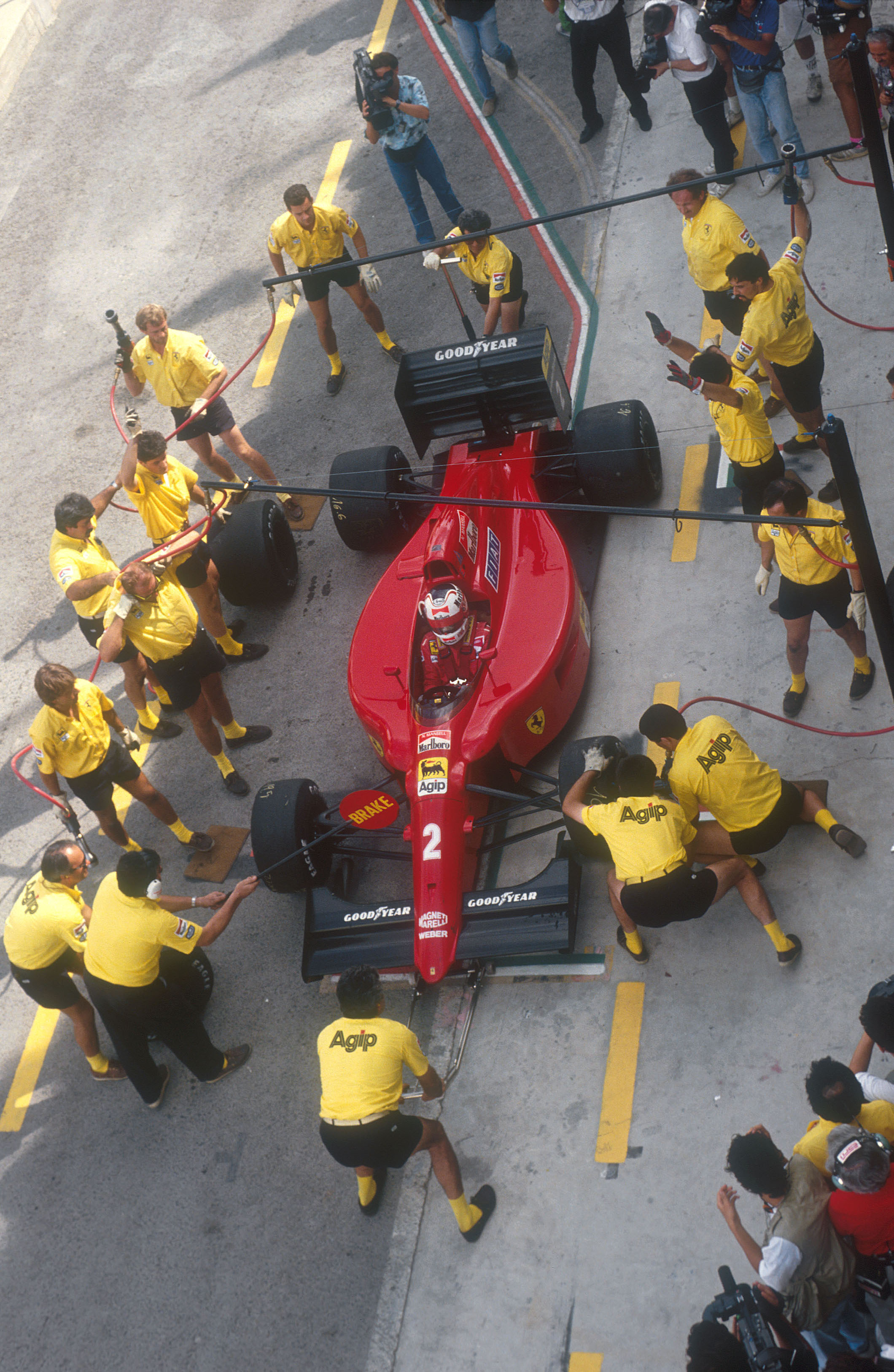
Parada de boxes de Ferrari, año 1990
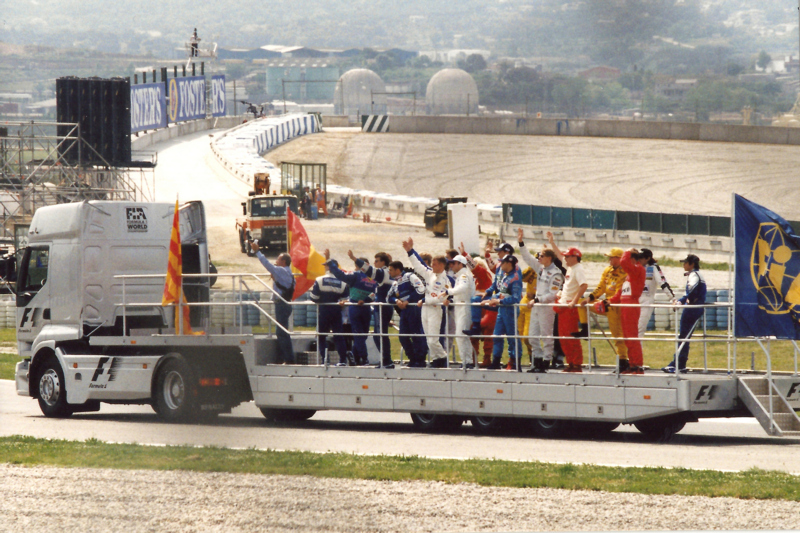
Drivers parade de 1998
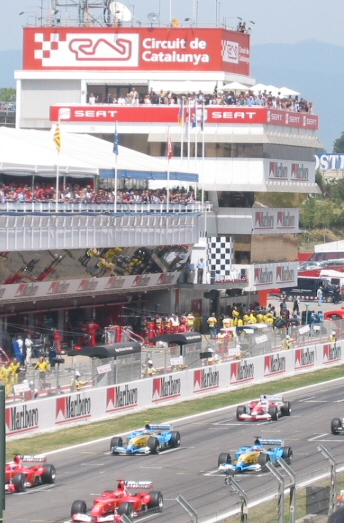
Salida del Gran Premio de España de 2003
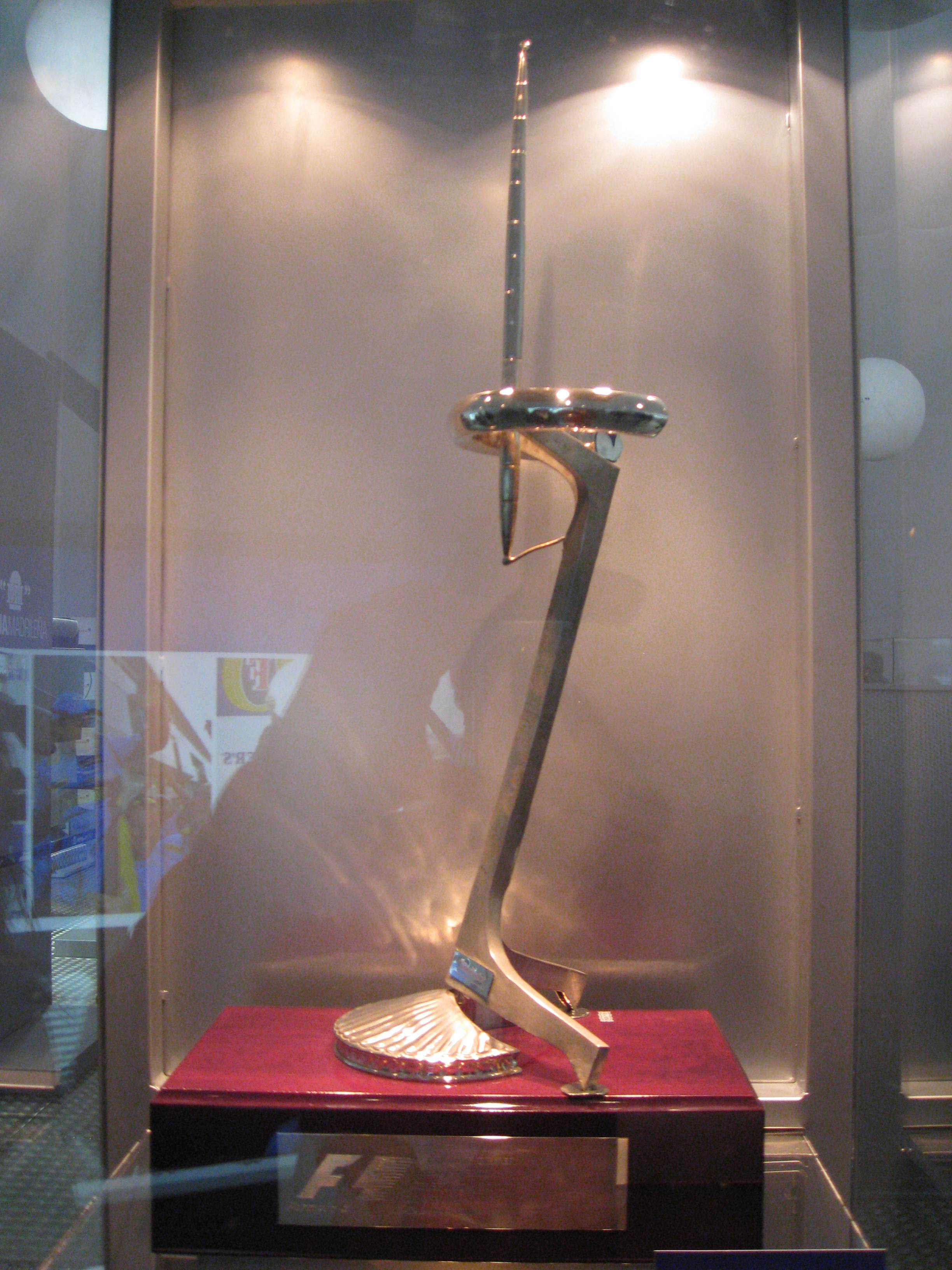
Trofeo primer clasificado del Gran Premio de España de 2006
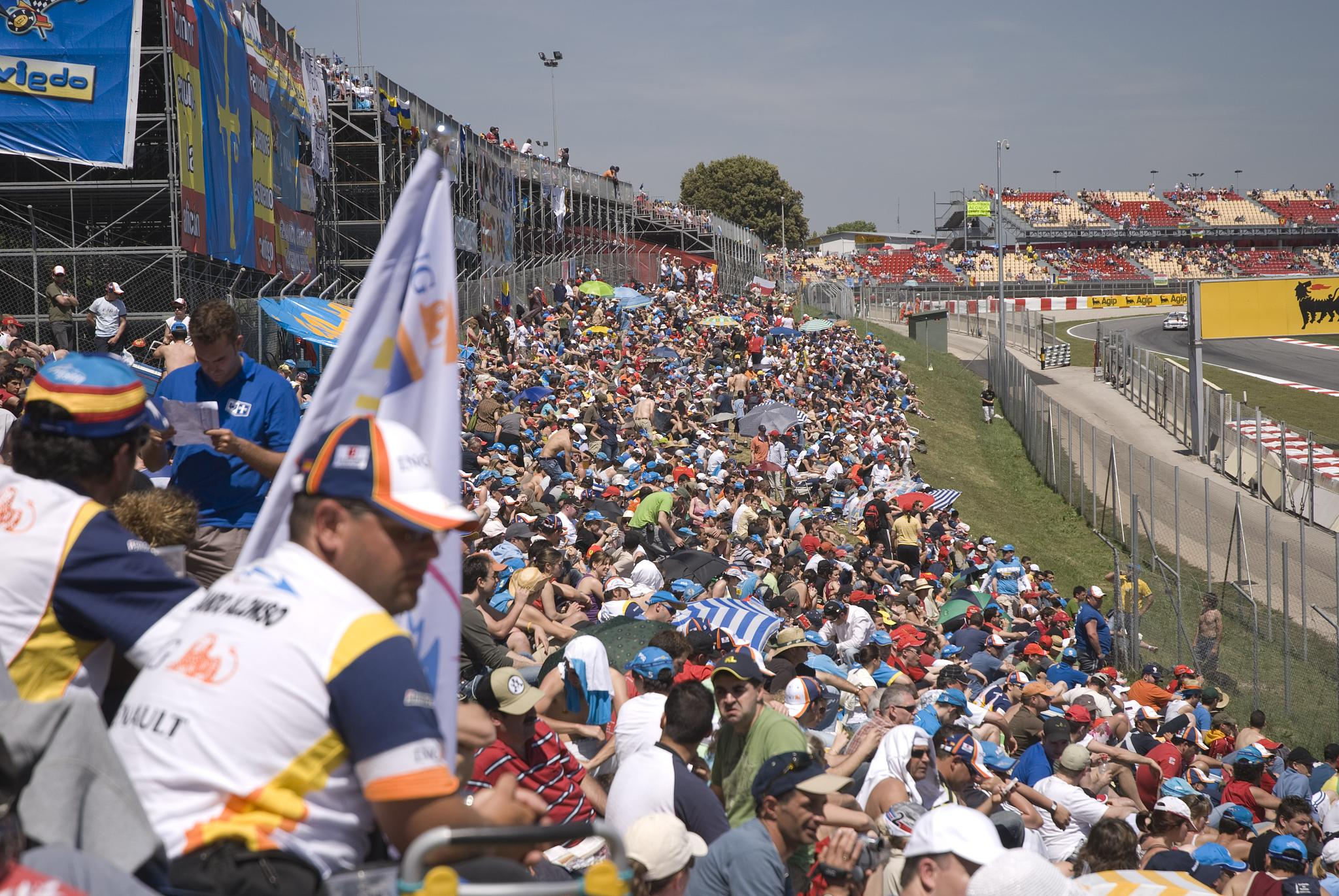
Gran Premio de España de 2008
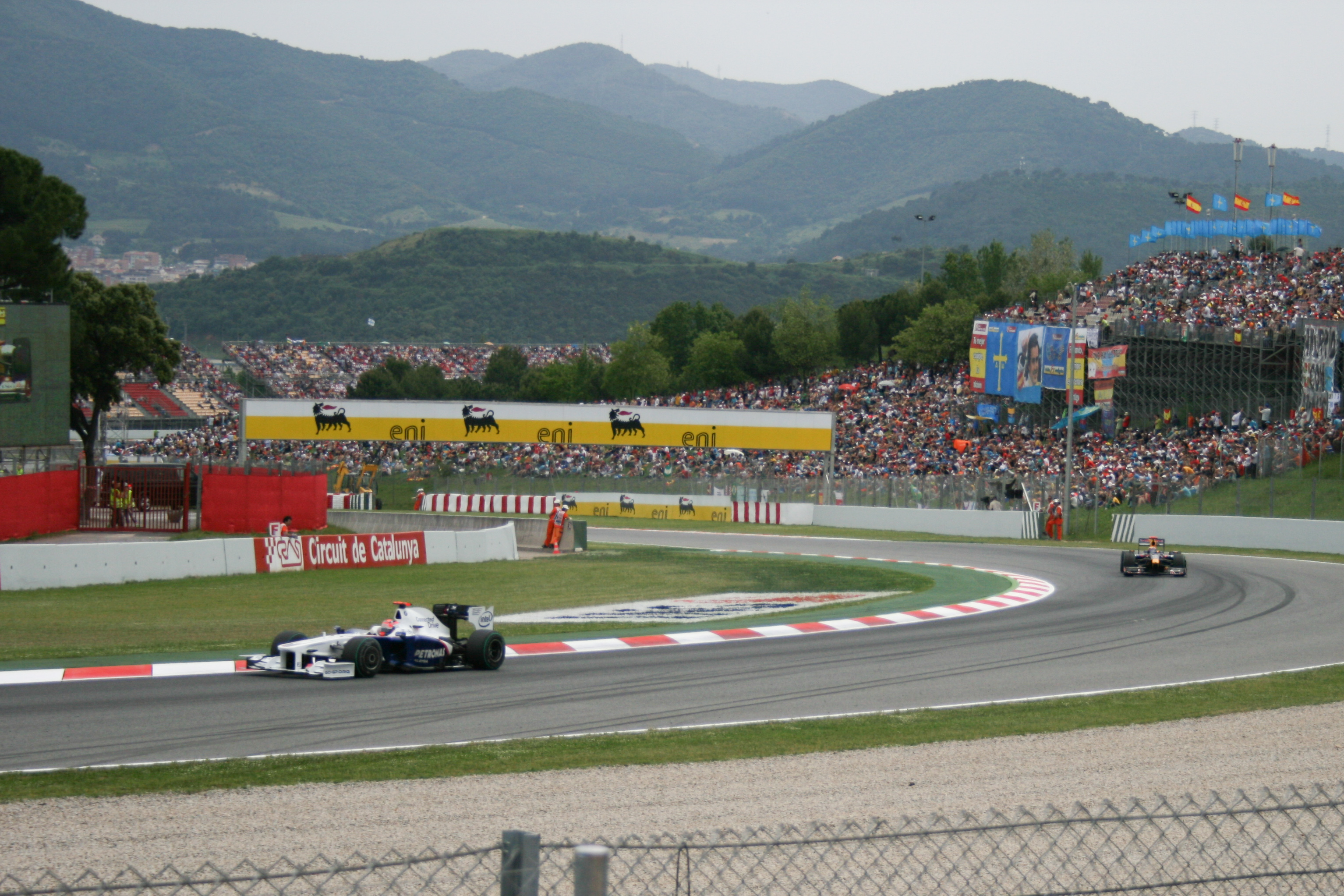
Gran Premio de España de 2009
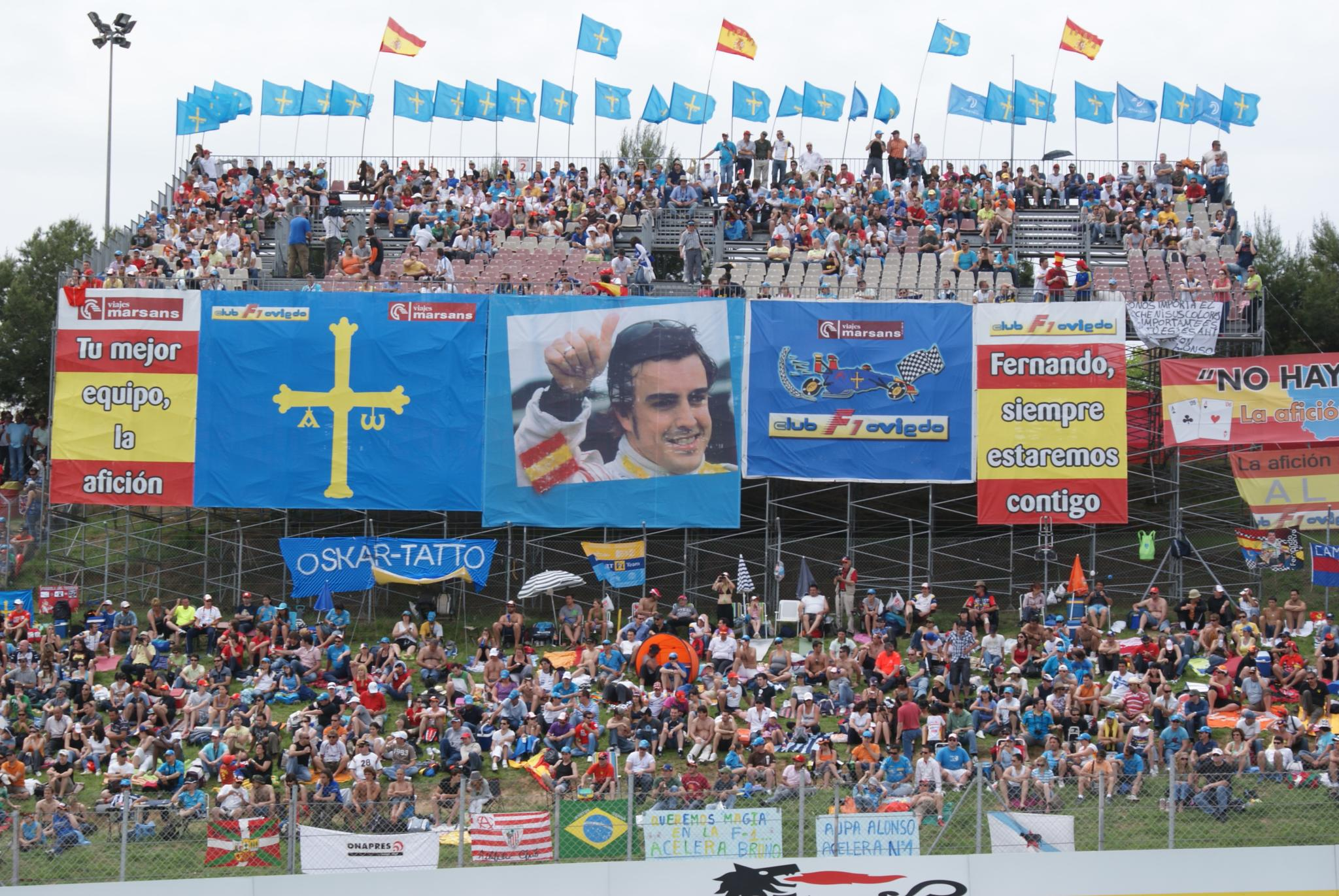
Tribuna de simpatizantes de Fernando Alonso en el Gran Premio de España de 2009
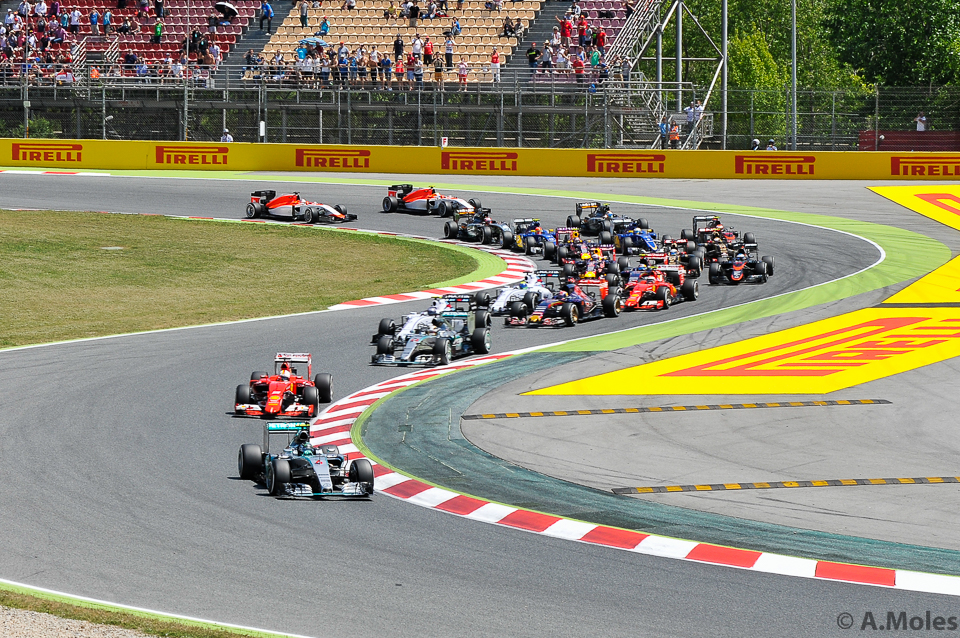
Largada del Gran Premio de España de 2015
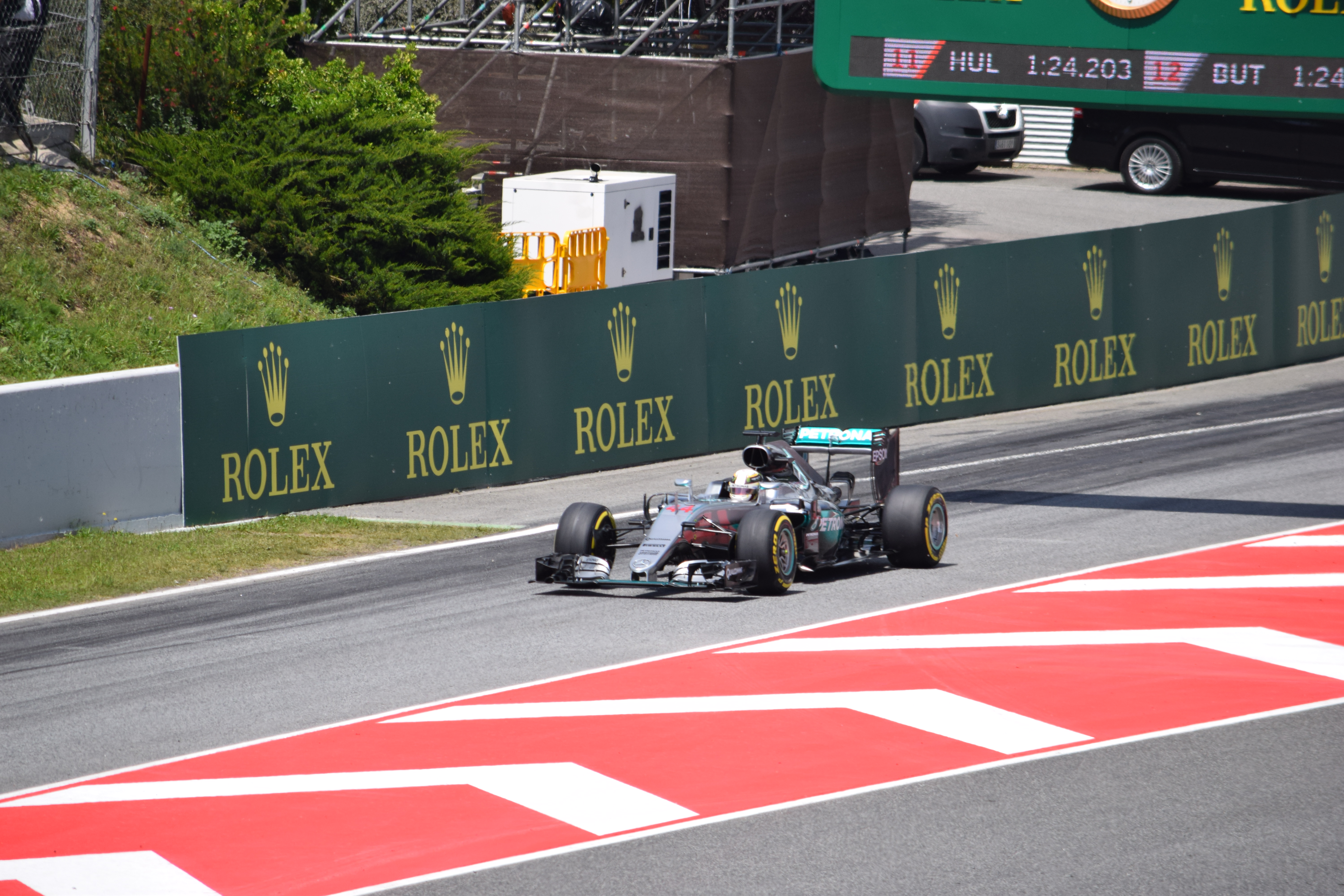
Gran Premio de España de 2016
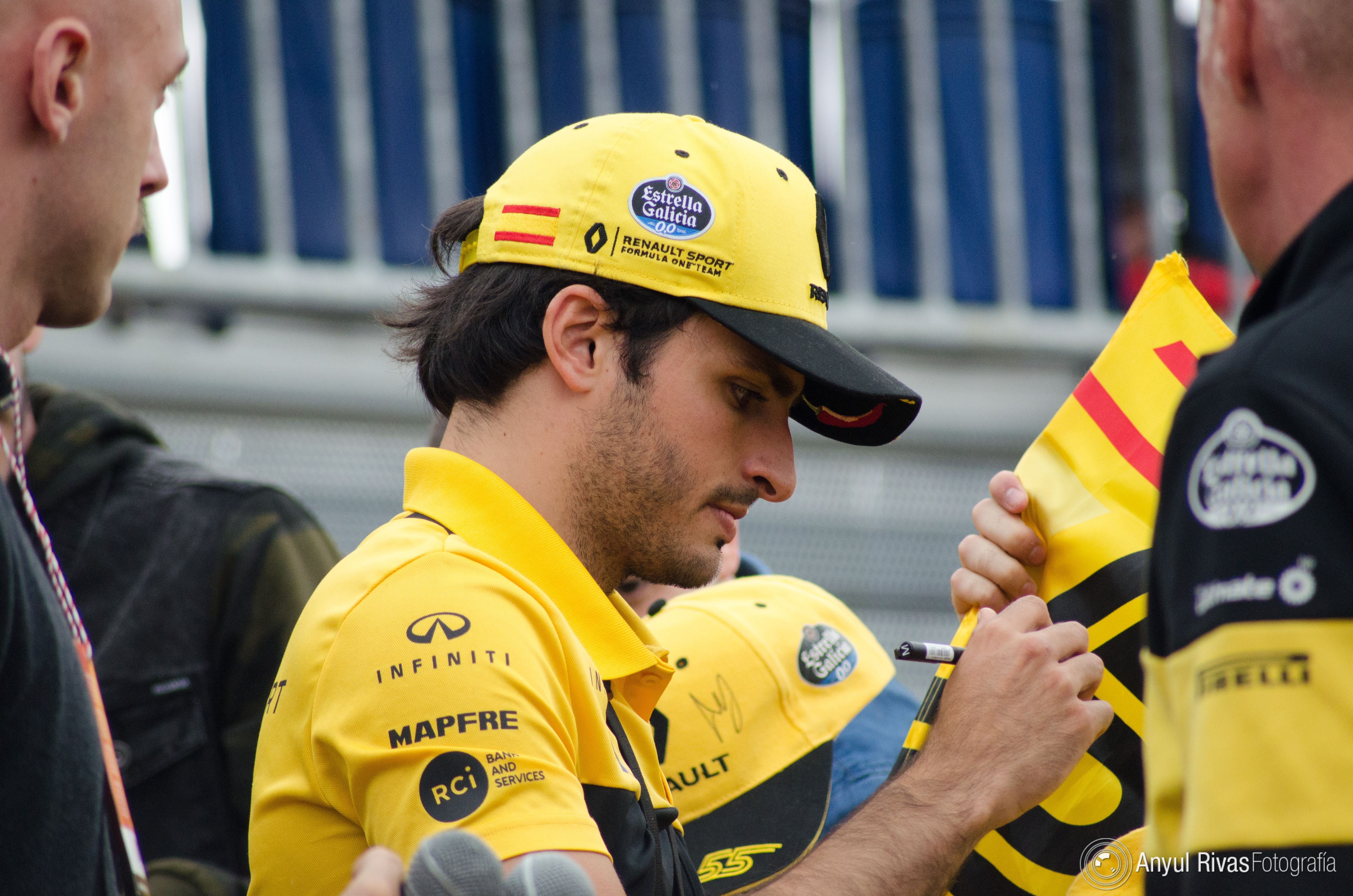
Carlos Sainz, Jr. firmando autógrafos en el Gran Premio de España de 2018
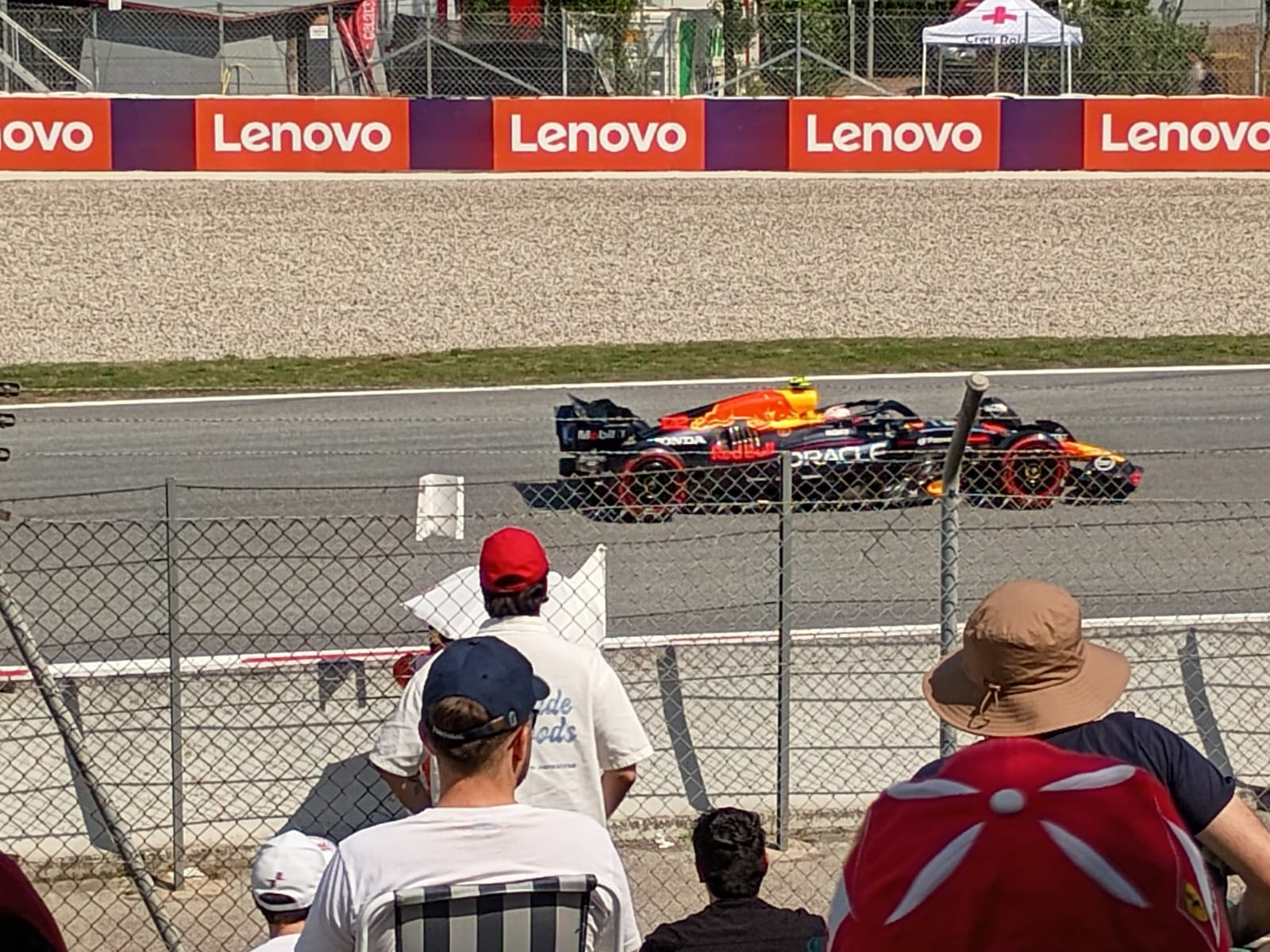
Yuki Tsunoda compitiendo con Red Bull en el GP de España de 2025

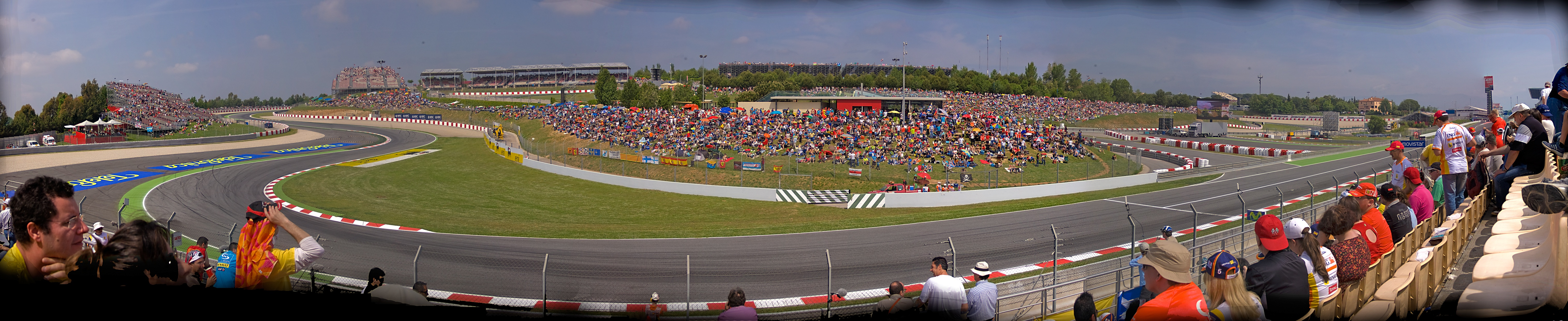
Panorama de la frenada de la primera curva de Montmeló en el Gran Premio de España de 2009

## Ganadores
Las ediciones que no forman parte del Campeonato Mundial de Fórmula 1 están marcados con un fondo en color rojizo.

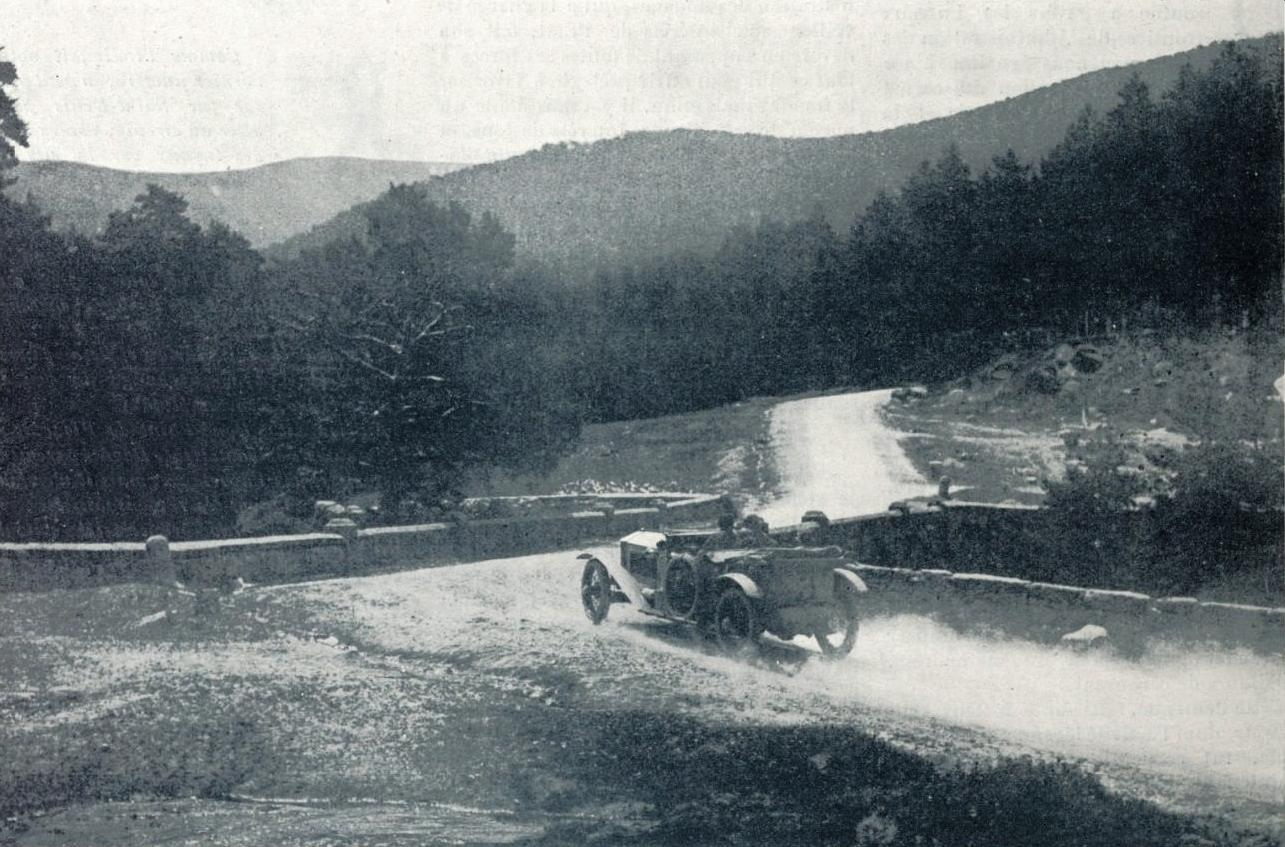
Carlos de Salamanca (1913).

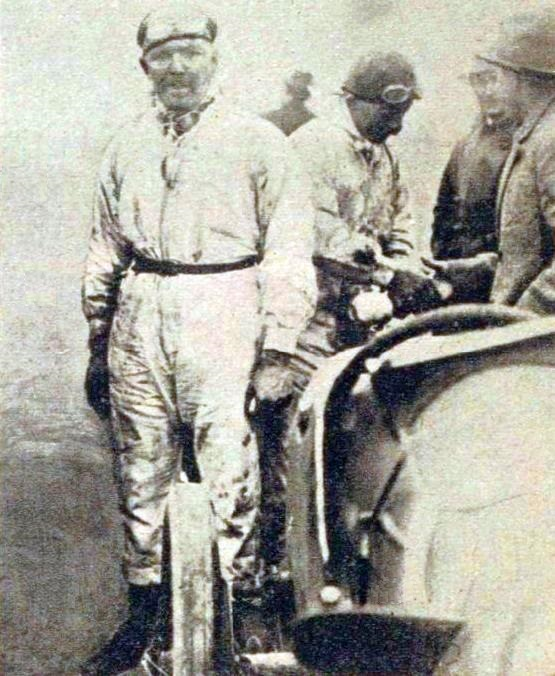
Albert Divo, 1923 (Sunbeam).

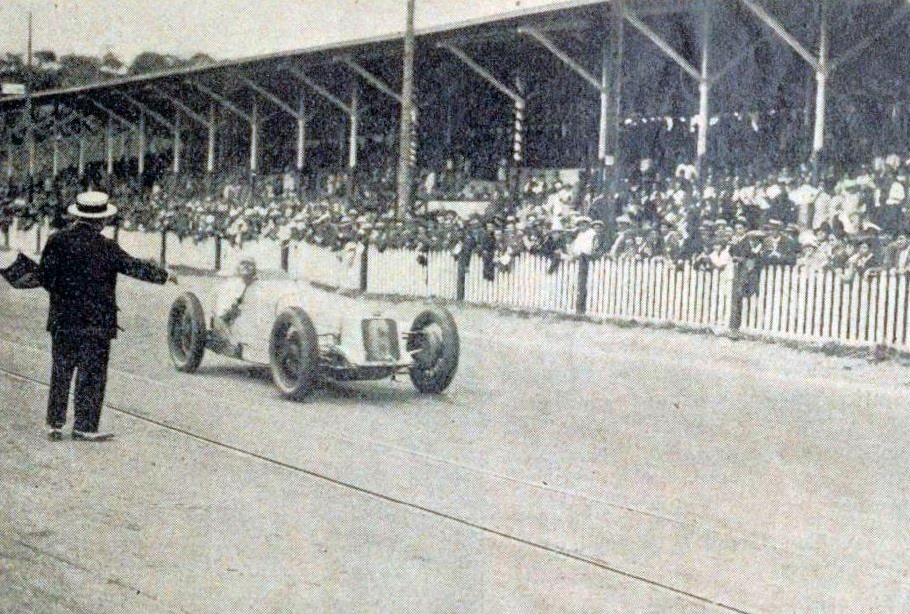
Robert Benoist, 1927 (Delage 155B 1.5L).

| Año        | Piloto                 | Constructor         | Circuito               | Resultados    |
| ---------- | ---------------------- | ------------------- | ---------------------- | ------------- |
| 1913†      | Carlos de Salamanca    | Rolls-Royce         | Circuito de Guadarrama | Resultados    |
| 1914- 1922 | No se disputó          | No se disputó       | No se disputó          | No se disputó |
| 1923       | Albert Divo            | Sunbeam             | Sitges-Terramar        | Resultados    |
| 1924- 1925 | No se disputó          | No se disputó       | No se disputó          | No se disputó |
| 1926       | Bartolomeo Costantini  | Bugatti             | Lasarte                | Resultados    |
| 1927       | Robert Benoist         | Delage              | Lasarte                | Resultados    |
| 1928*      | Louis Chiron           | Bugatti             | Lasarte                | Resultados    |
| 1929*      | Louis Rigal            | Alfa Romeo          | Lasarte                | Resultados    |
| 1930- 1932 | No se disputó          | No se disputó       | No se disputó          | No se disputó |
| 1933       | Louis Chiron (2)       | Alfa Romeo          | Lasarte                | Resultados    |
| 1934       | Luigi Fagioli          | Mercedes            | Lasarte                | Resultados    |
| 1935       | Rudolf Caracciola      | Mercedes            | Lasarte                | Resultados    |
| 1936- 1950 | No se disputó          | No se disputó       | No se disputó          | No se disputó |
| 1951       | Juan Manuel Fangio     | Alfa Romeo          | Pedralbes              | Resultados    |
| 1952- 1953 | No se disputó          | No se disputó       | No se disputó          | No se disputó |
| 1954       | Mike Hawthorn          | Ferrari             | Pedralbes              | Resultados    |
| 1955- 1966 | No se disputó          | No se disputó       | No se disputó          | No se disputó |
| 1967       | Jim Clark              | Lotus-Cosworth      | Jarama                 | Resultados    |
| 1968       | Graham Hill            | Lotus-Ford          | Jarama                 | Resultados    |
| 1969       | Jackie Stewart         | Matra-Ford          | Montjuïc               | Resultados    |
| 1970       | Jackie Stewart (2)     | March-Ford          | Jarama                 | Resultados    |
| 1971       | Jackie Stewart (3)     | Tyrrell-Ford        | Montjuïc               | Resultados    |
| 1972       | Emerson Fittipaldi     | Lotus-Ford          | Jarama                 | Resultados    |
| 1973       | Emerson Fittipaldi (2) | Lotus-Ford          | Montjuïc               | Resultados    |
| 1974       | Niki Lauda             | Ferrari             | Jarama                 | Resultados    |
| 1975       | Jochen Mass            | McLaren-Ford        | Montjuïc               | Resultados    |
| 1976       | James Hunt             | McLaren-Ford        | Jarama                 | Resultados    |
| 1977       | Mario Andretti         | Lotus-Ford          | Jarama                 | Resultados    |
| 1978       | Mario Andretti (2)     | Lotus-Ford          | Jarama                 | Resultados    |
| 1979       | Patrick Depailler      | Ligier-Ford         | Jarama                 | Resultados    |
| 1980       | Alan Jones             | Williams-Ford       | Jarama                 | Resultados    |
| 1981       | Gilles Villeneuve      | Ferrari             | Jarama                 | Resultados    |
| 1982- 1985 | No se disputó          | No se disputó       | No se disputó          | No se disputó |
| 1986       | Ayrton Senna           | Lotus-Renault       | Jerez                  | Resultados    |
| 1987       | Nigel Mansell          | Williams-Honda      | Jerez                  | Resultados    |
| 1988       | Alain Prost            | McLaren-Honda       | Jerez                  | Resultados    |
| 1989       | Ayrton Senna (2)       | McLaren-Honda       | Jerez                  | Resultados    |
| 1990       | Alain Prost (2)        | Ferrari             | Jerez                  | Resultados    |
| 1991       | Nigel Mansell (2)      | Williams-Renault    | Barcelona              | Resultados    |
| 1992       | Nigel Mansell (3)      | Williams-Renault    | Barcelona              | Resultados    |
| 1993       | Alain Prost (3)        | Williams-Renault    | Barcelona              | Resultados    |
| 1994       | Damon Hill             | Williams-Renault    | Barcelona              | Resultados    |
| 1995       | Michael Schumacher     | Benetton-Renault    | Barcelona              | Resultados    |
| 1996       | Michael Schumacher (2) | Ferrari             | Barcelona              | Resultados    |
| 1997       | Jacques Villeneuve     | Williams-Renault    | Barcelona              | Resultados    |
| 1998       | Mika Häkkinen          | McLaren-Mercedes    | Barcelona              | Resultados    |
| 1999       | Mika Häkkinen (2)      | McLaren-Mercedes    | Barcelona              | Resultados    |
| 2000       | Mika Häkkinen (3)      | McLaren-Mercedes    | Barcelona              | Resultados    |
| 2001       | Michael Schumacher (3) | Ferrari             | Barcelona              | Resultados    |
| 2002       | Michael Schumacher (4) | Ferrari             | Barcelona              | Resultados    |
| 2003       | Michael Schumacher (5) | Ferrari             | Barcelona              | Resultados    |
| 2004       | Michael Schumacher (6) | Ferrari             | Barcelona              | Resultados    |
| 2005       | Kimi Räikkönen         | McLaren-Mercedes    | Barcelona              | Resultados    |
| 2006       | Fernando Alonso        | Renault             | Barcelona              | Resultados    |
| 2007       | Felipe Massa           | Ferrari             | Barcelona              | Resultados    |
| 2008       | Kimi Räikkönen (2)     | Ferrari             | Barcelona              | Resultados    |
| 2009       | Jenson Button          | Brawn-Mercedes      | Barcelona              | Resultados    |
| 2010       | Mark Webber            | Red Bull-Renault    | Barcelona              | Resultados    |
| 2011       | Sebastian Vettel       | Red Bull-Renault    | Barcelona              | Resultados    |
| 2012       | Pastor Maldonado       | Williams-Renault    | Barcelona              | Resultados    |
| 2013       | Fernando Alonso (2)    | Ferrari             | Barcelona              | Resultados    |
| 2014       | Lewis Hamilton         | Mercedes            | Barcelona              | Resultados    |
| 2015       | Nico Rosberg           | Mercedes            | Barcelona              | Resultados    |
| 2016       | Max Verstappen         | Red Bull-TAG Heuer  | Barcelona              | Resultados    |
| 2017       | Lewis Hamilton (2)     | Mercedes            | Barcelona              | Resultados    |
| 2018       | Lewis Hamilton (3)     | Mercedes            | Barcelona              | Resultados    |
| 2019       | Lewis Hamilton (4)     | Mercedes            | Barcelona              | Resultados    |
| 2020       | Lewis Hamilton (5)     | Mercedes            | Barcelona              | Resultados    |
| 2021       | Lewis Hamilton (6)     | Mercedes            | Barcelona              | Resultados    |
| 2022       | Max Verstappen (2)     | Red Bull-RBPT       | Barcelona              | Resultados    |
| 2023       | Max Verstappen (3)     | Red Bull-Honda RBPT | Barcelona              | Resultados    |
| 2024       | Max Verstappen (4)     | Red Bull-Honda RBPT | Barcelona              | Resultados    |
| 2025       | Oscar Piastri          | McLaren-Mercedes    | Barcelona              | Resultados    |

- * Evento de automóviles deportivos.
- † El nombre oficial del evento fue Gran Premio RACE.

## Estadísticas

### Pilotos con más victorias
| Victorias | Piloto             | Años                               |
| --------- | ------------------ | ---------------------------------- |
| 6         | Michael Schumacher | 1995, 1996, 2001, 2002, 2003, 2004 |
| 6         | Lewis Hamilton     | 2014, 2017, 2018, 2019, 2020, 2021 |
| 4         | Max Verstappen     | 2016, 2022, 2023, 2024             |
| 3         | Jackie Stewart     | 1969, 1970, 1971                   |
| 3         | Nigel Mansell      | 1987, 1991, 1992                   |
| 3         | Alain Prost        | 1988, 1990, 1993                   |
| 3         | Mika Häkkinen      | 1998, 1999, 2000                   |
| 2         | Emerson Fittipaldi | 1972, 1973                         |
| 2         | Mario Andretti     | 1977, 1978                         |
| 2         | Ayrton Senna       | 1986, 1989                         |
| 2         | Kimi Räikkönen     | 2005, 2008                         |
| 2         | Fernando Alonso    | 2006, 2013                         |
| 1         | Juan Manuel Fangio | 1951                               |
| 1         | Mike Hawthorn      | 1954                               |
| 1         | Graham Hill        | 1968                               |
| 1         | Niki Lauda         | 1974                               |
| 1         | Jochen Mass        | 1975                               |
| 1         | James Hunt         | 1976                               |
| 1         | Patrick Depailler  | 1979                               |
| 1         | Gilles Villeneuve  | 1981                               |
| 1         | Damon Hill         | 1994                               |
| 1         | Jacques Villeneuve | 1997                               |
| 1         | Felipe Massa       | 2007                               |
| 1         | Jenson Button      | 2009                               |
| 1         | Mark Webber        | 2010                               |
| 1         | Sebastian Vettel   | 2011                               |
| 1         | Pastor Maldonado   | 2012                               |
| 1         | Nico Rosberg       | 2015                               |
| 1         | Oscar Piastri      | 2025                               |

### Constructores con más victorias
| Victorias | Constructor | Años                                                                   |
| --------- | ----------- | ---------------------------------------------------------------------- |
| 12        | Ferrari     | 1954, 1974, 1981, 1990, 1996, 2001, 2002, 2003, 2004, 2007, 2008, 2013 |
| 9         | McLaren     | 1975, 1976, 1988, 1989, 1998, 1999, 2000, 2005, 2025                   |
| 7         | Williams    | 1987, 1991, 1992, 1993, 1994, 1997, 2012                               |
| 7         | Mercedes    | 2014, 2015, 2017, 2018, 2019, 2020, 2021                               |
| 6         | Lotus       | 1968, 1972, 1973, 1977, 1978, 1986                                     |
| 6         | Red Bull    | 2010, 2011, 2016, 2022, 2023, 2024                                     |
| 1         | Alfa Romeo  | 1951                                                                   |
| 1         | Matra       | 1969                                                                   |
| 1         | March       | 1970                                                                   |
| 1         | Tyrrell     | 1971                                                                   |
| 1         | Ligier      | 1979                                                                   |
| 1         | Benetton    | 1995                                                                   |
| 1         | Renault     | 2006                                                                   |
| 1         | Brawn       | 2009                                                                   |